# Actinidia lijiangensis
Actinidia lijiangensis là một loài thực vật có hoa trong họ Dương đào. Loài này được C.F.Liang & Y.X.Lu mô tả khoa học đầu tiên năm 1989.